# Аше (платформа)
Аше́ — платформа Северо-Кавказской железной дороги РЖД, расположена в микрорайоне Аше Лазаревского района города Сочи, Краснодарский край, Россия.

## Описание
Расположена на берегу Чёрного моря у впадения реки Аше.